# Jamie Selkirk
Jamie Selkirk är en nyzeeländsk filmklippare och producent. Han jobbar mest med regissören Peter Jackson. Han vann en Oscar för Bästa klippning i Sagan om konungens återkomst.